# سارائونیا
سارائونیا (انگلیسی: Sarraounia) یک فیلم درام تاریخی به نویسندگی و کارگردانی مد اوندو است که در سال ۱۹۸۶ منتشر شد. این فیلم برندهٔ جایزهٔ نخست جشنواره فیلم و تلویزیون پان آفریقا واگادوگو و همچنین جایزهٔ سازمان وحدت آفریقا شد. از بازیگران این فیلم می‌توان به فئودور آتکین، ژان-پیر کاستالدی و ژان-روژه میلو اشاره کرد.

مد اوندو در سال ۱۳۶۷ در مصاحبه‌ای اختصاصی با ماهنامهٔ سینمایی فیلم درباره‌ این فیلم گفت: 
در این فیلم سعی کرده‌ام نشان بدهم که چگونه فرانسوی‌ها وارد آفریقا شدند و آنرا از بین بردند. چرا و چگونه در دوران برده‌داری صد میلیون سیاه‌پوست کشته شدند. حتی عده‌ای از آنها خود را کشتند؛ یعنی از کشتی‌هایی که آنها را حمل می‌کردند، به درون آب پریدند. سفیدپوست‌ها قوی‌ترین آنها را کشتند؛ یعنی نیروهای مولد را از بین برند و هرگونه احتمال توسعه دوبارهٔ آفریقا را در حقیقت از بین برند. زبان خود را بر ما تحمیل کردند. گفتند که آفریقایی‌ها متمدن نیستند. باید که به آنها راه و رسم تمدن را بیاموزیم و آمدند…